# Tateomys macrocercus
Tateomys macrocercus  (Musser, 1982) è un roditore della famiglia dei Muridi endemico di Sulawesi.

## Descrizione

### Dimensioni
Roditore di piccole dimensioni, con la lunghezza della testa e del corpo tra 110 e 120 mm, la lunghezza della coda tra 160 e 175 mm, la lunghezza del piede tra 30 e 31 mm, la lunghezza delle orecchie tra 17 e 19 mm e un peso fino a 55 g.

### Aspetto
La pelliccia è soffice e densa. Le parti superiori sono bruno-grigiastre scure, mentre le parti inferiori sono grigie. La punta del naso e le labbra sono grigie chiare. Sono presenti intorno ai piccoli occhi due anelli scuri. Le orecchie sono prive di peli e grigio scure. Le vibrisse sono lunghe. La coda è più lunga della testa e del corpo, grigio-bluastro scuro sopra e grigio chiaro sotto. Alcuni individui hanno l'estremità bianca.

## Biologia

### Comportamento
È una specie notturna e terricola. Si arrampica agilmente sugli alberi.

### Alimentazione
Si nutre di lombrichi.

## Distribuzione e habitat
Questa specie è presente soltanto sul Monte Nokilalaki, nella parte centrale dell'isola di Sulawesi.
Vive nelle foreste pluviali tropicali di alta montagna tra 1.982 e 2.287 metri di altitudine.

## Conservazione
La IUCN Red List, considerata la mancanza di informazioni recenti sull'areale, lo stato della popolazione e le eventuali minacce, classifica T.macrocercus come specie con dati insufficienti (DD).